# N (雑誌)
『N.』（エヌ）は日本の鉄道模型雑誌。

## 概要
イカロス出版の発行する、Nゲージ鉄道模型に特化した雑誌である。偶数月20日発売。
他誌がNゲージ以外の鉄道模型も扱っているのに対して当誌ではNゲージのみを深く掘り下げた内容の紙面が特徴。毎号、テーマにそって実物の鉄道車両の歴史に関しても特集される。
ロゴマークは「 N. 」となっているが、しばしば「 N 」や「エヌ」と表記されることがある。

## 歴史
2000年夏から毎年6回偶数月に発行されている。当初は日本国内・日本国外を問わずNゲージ鉄道模型を全般に扱っていたが、時を経るにつれて日本国内の車両のみに特化するようになっていった。2024年6月発行分より、2000年以前の発行形態である、3月・6月・9月・12月の季刊に戻した。

## 内容
実物の列車の歴史を中心とした記事を通して模型の製品紹介を行う特集記事がメインとなっている。初心者や年少者向けから本格的な工作にいたるまで様々な記事が掲載されている。
キット製品の組み立ては、プラスチック製や真鍮製など素材に関係なく毎号に記事が掲載され、その号だけで工作を完結させている。レイアウト・ジオラマ製作関連では、「ビネット」と呼ばれる小型ジオラマの製作記事が毎号掲載されている。
これら製品紹介記事や工作記事以外に、読者投稿ページがあり、イラストなどが投稿されている他、Q & Aコーナーや模型店の紹介ページなども掲載されている。